# Universidades de Francia
En Francia existen varios tipos de instituciones que llevan el término "Universidad" en su nombre. La mayoría son universidades públicas, que son instituciones autónomas que se distinguen como institutos estatales de educación superior e investigación con admisión libre y que son designadas con la etiqueta "Université", dependiendo del Ministerio de Educación Superior e Investigación de Francia.  Otras instituciones conocidas como Comunidades de universidades e instituciones (COMUEs) son grupos federados de universidades y otros institutos de educación superior --normalmente Grandes Escuelas-- que otorgan títulos. Las COMUEs sustituyen a las anteriores Polos de investigación y enseñanza superior ( Pôles de recherche et d'enseignement supérieur, sigla PRES), que existieron entre 2007 y 2013. A diferencia de los PRES, los COMUEs pueden otorgar títulos con validez universitaria.
Otros tipos de instituciones universitarias francesas se pueden encontrar en el lista de colegios y universidades en Francia; estos incluyen los institutos politécnicos nacionales, las llamadas grandes écoles (entre los que se encuentran los tres universidades de tecnología), y universidades privadas, como las Universidades católicas, las Universidades protestantes, las universidades privadas laicas, y la Universidad Americana de París.

## Universidades públicas en Francia
En 2021 existían en Francia 67 universidades públicas: 
| Nombre breve                         | Artículo                                            | Wikipedia en francés                               | Academia          |
| ------------------------------------ | --------------------------------------------------- | -------------------------------------------------- | ----------------- |
| Aix-Marseille                        | Universidad de Aix-Marsella                         | Université d'Aix-Marseille                         | Aix-Marseille     |
| Angers                               | Universidad de Angers                               | Université d'Angers                                | Nantes            |
| Artois                               | Universidad de Artois                               | Université d'Artois                                | Lille             |
| Avignon                              | Universidad de Aviñón                               | Avignon Université                                 | Aix-Marseille     |
| Bordeaux                             | Universidad de Burdeos                              | Université de Bordeaux                             | Bordeaux          |
| Bordeaux Montaigne                   | Universidad Bordeaux-Montaigne                      | Université Bordeaux-Montaigne                      | Bordeaux          |
| Bourgogne                            | Universidad de Borgoña                              | Université de Bourgogne                            | Dijon             |
| Caen Normandie                       | Universidad de Caen                                 | Université de Caen-Normandie                       | Normandy          |
| Claude Bernard-Lyon 1                | Universidad Claude Bernard-Lyon I                   | Université Claude-Bernard-Lyon-I                   | Lyon              |
| Clermont-Auvergne                    | Universidad Clermont-Auvergne                       | Université Clermont-Auvergne                       | Clermont-Ferrand  |
| Corse-Pasal-Paoli                    | Universidad de Córcega                              | Université de Corse-Pascal-Paoli                   | Corsica           |
| Côte d'Azur                          | Université Côte-d'Azur                              | Université Côte-d'Azur                             | Nice              |
| CY Cergy Paris                       | Universidad CY Cergy Paris                          | Université de Cergy-Pontoise                       | Versailles        |
| Évry-Val-d'Essonne                   | Universidad d'Évry-Val-d'Essonne                    | Université d'Évry                                  | Versailles        |
| Franche-Comté                        | Universidad de Franco Condado                       | Université de Franche-Comté                        | Besançon          |
| Antilles                             | Universidad de las Antillas                         | Université des Antilles                            | Guadeloupe        |
| Guyane                               | Universidad de la Guayana Francesa                  | Université de Guyane                               | French Guiana     |
| Polynésie                            | University of French Polynesia                      | Université de la Polynésie française               | French Polynesia  |
| Grenoble Alpes                       | Universidad de Grenoble                             | Université Grenoble-Alpes                          | Grenoble          |
| Gustave Eiffel                       | Universidad Gustave Eiffel                          | Université Gustave-Eiffel                          | Créteil           |
| Jean Monnet                          | Jean Monnet University                              | Université Jean-Monnet-Saint-Étienne               | Lyon              |
| Jean Moulin Lyon 3                   | Universidad Jean Moulin-Lyon III                    | Université Jean-Moulin-Lyon-III                    | Lyon              |
| La Rochelle                          | Universidad de La Rochelle                          | Université de la Rochelle                          | Poitiers          |
| Le Havre Normandy                    | Universidad de Le Havre                             | Université Le Havre Normandie                      | Normandy          |
| Le Mans                              | Le Mans University                                  | Université du Mans                                 | Nantes            |
| Lille                                | University of Lille                                 | Université de Lille                                | Lille             |
| Limoges                              | Universidad de Limoges                              | Université de Limoges                              | Limoges           |
| Littoral Opal Coast                  | University of the Littoral Opal Coast               | Université du Littoral Côte d'Opale                | Lille             |
| Lumière Lyon 2                       | Universidad Lumière-Lyon II                         | Lumière Université Lyon 2                          | Lyon              |
| Montpellier                          | Universidad de Montpellier                          | Université de Montpellier                          | Montpellier       |
| Nantes                               | Universidad de Nantes                               | Université de Nantes                               | Nantes            |
| New Caledonia                        | Universidad de Nueva Caledonia                      | Université de la Nouvelle Calédonie                | New Caledonia     |
| Nîmes                                | Universidad de Nîmes                                | Université de Nîmes                                | Montpellier       |
| Orléans                              | Universidad de Orleans                              | Université d'Orléans                               | Orléans and Tours |
| Paris                                | Universidad de París Cité                           | Université Paris Cité                              | Paris             |
| Paris-East Créteil                   | Universidad Paris-Est Créteil                       | Université Paris-Est-Créteil-Val-de-Marne          | Créteil           |
| Paris Nanterre                       | Universidad de París X Nanterre                     | Paris Nanterre Université                          | Versailles        |
| Paris-Saclay                         | Universidad Paris-Saclay                            | Paris-Saclay Université                            | Versailles        |
| Paris Sciences et Lettres            | PSL Research University                             | Université Paris Sciences et Lettres               | Paris             |
| Paris 1 Panthéon Sorbonne            | Universidad de París 1 Panthéon-Sorbonne            | Paris 1 Panthéon Sorbonne Université               | Paris             |
| Paris 2 Panthéon Assas               | Universidad Panthéon-Assas                          | Paris 2 Panthéon Assas Université                  | Paris             |
| Paris 8 Vincennes-Saint-Denis        | Universidad de París VIII                           | Université Paris 8 Vincennes-Saint-Denis           | Créteil           |
| Pau and the Adour                    | Universidad de Pau y de los Países del Adour        | Université de Pau et des pays de l'Adour           | Bordeaux          |
| Paul Valéry Montpellier 3            | Universidad Paul Valéry de Montpellier              | Paul Valéry Université Montpellier 3               | Montpellier       |
| Perpignan Via Domitia                | Universidad de Perpiñán                             | Université de Perpignan Via Domitia                | Montpellier       |
| Picardy Jules Verne                  | Universidad Julio Verne en Picardía                 | Université de Picardie Jules Verne                 | Amiens            |
| Poitiers                             | Universidad de Poitiers                             | Université de Poitiers                             | Poitiers          |
| Polytechnic Hauts-de-France          | Universidad Politécnica de Alta Francia             | Université polytechnique Hauts-de-France           | Lille             |
| Rennes 1                             | Universidad de Rennes 1                             | Université de Rennes 1                             | Rennes            |
| Rennes 2                             | Universidad de Rennes 2 Alta Bretaña                | Rennes 2 Université                                | Rennes            |
| Reims Champagne-Ardenne              | University of Reims Champagne-Ardenne               | Université de Reims Champagne-Ardenne              | Reims             |
| Reunion Island                       | University of Reunion Island                        | Université de Réunion                              | Réunion           |
| Rouen Normandy                       | Universidad de Ruan                                 | Université de Rouen                                | Normandy          |
| Savoie Mont Blanc                    | Universidad de Saboya                               | Université Savoie Mont Blanc                       | Grenoble          |
| Sorbonne                             | Universidad Sorbona                                 | Sorbonne Université                                | Paris             |
| Sorbonne Nouvelle Paris 3            | Universidad Sorbona Nueva-París 3                   | Sorbonne Nouvelle Université Paris 3               | Paris             |
| Sorbonne Paris North                 | Universidad Sorbona Paris Norte                     | Université Sorbonne-Paris-Nord                     | Créteil           |
| Southern Brittany                    | Universidad de Bretaña Sur                          | Université de Bretagne Sud                         | Rennes            |
| Strasbourg                           | Universidad de Estrasburgo                          | Université de Strasbourg                           | Strasbourg        |
| Toulon                               | University of Toulon                                | Université de Toulon                               | Nice              |
| Toulouse III                         | Universidad Paul Sabatier                           | Université Paul Sabatier, Toulouse III             | Toulouse          |
| Toulouse 1 Capitole                  | Universidad de Toulouse I Capitole                  | Université Toulouse 1 Capitole                     | Toulouse          |
| Toulouse-Jean Jaurès                 | Universidad de Toulouse Jean Jaurès                 | Université de Toulouse-Jean-Jaurès                 | Toulouse          |
| Tours                                | Universidad François-Rabelais                       | Université de Tours                                | Orléans and Tours |
| Upper Alsace                         | University of Upper Alsace                          | Université de Haute Alsace                         | Strasbourg        |
| Versailles Saint-Quentin-en-Yvelines | Universidad de Versailles Saint Quentin en Yvelines | Université de Versailles Saint-Quentin-en-Yvelines | Versailles        |
| Western Brittany                     | Universidad de Bretaña Occidental                   | Université de Bretagne Occidentale                 | Rennes            |

## Comunidades de universidades e instituciones (COMUEs) en Francia
Con fecha de 5 de mayo de 2021, existen ocho grupos universitarios conocidos como COMUEs (Comunidades de universidades e instituciones), en Francia:
| Article                                                       | French Wikipedia article                      |
| ------------------------------------------------------------- | --------------------------------------------- |
| Burgundy - Franche-Comté University Group                     | Université Bourgogne - Franche-Comté          |
| Federal University of Toulouse Midi-Pyrénées University Group | Université fédérale de Toulouse-Midi-Pyrénées |
| HESAM University Group                                        | Hesam Université                              |
| Leonardo da Vinci University Group                            | Université confédérale Léonard de Vinci       |
| Normandy University Group                                     | Normandie Université                          |
| Paris-Est Sup University Group                                | Paris-Est Sup                                 |
| Paris Lumières University Group                               | Université Paris Lumières                     |
| University of Lyon University Group                           | Université de Lyon                            |

## Universidades históricas de Francia
Históricamente, Francia ha tenido espacios públicos en toda la ciudad sistemas universitarios:
- University of Clermont-Ferrand
- University of Paris
- University of Grenoble
- University of Lyon
- fr
- University of Rennes
- Université européenne de Bretagne
- Louis Pasteur University (now part of the University of Strasbourg)
- Marc Bloch University (now part of the University of Strasbourg)
- Robert Schuman University (now part of the University of Strasbourg)
- University of Toulouse
- UniverSud Paris
- Lille 1, Lille 2, Lille 3 (now part of the University of Lille)